# Albrecht Kunkel
Albrecht Kunkel (* 13. Januar 1968 in Berlin; † 17. August 2009 ebenda) war ein deutscher Fotograf und Künstler.

## Leben
Kunkel wollte ursprünglich Politologie studieren, entschloss sich dann aber für eine Ausbildung zum Fotografen beim Lette-Verein in Berlin. 1990 zog er nach Paris, wo er unter anderem als erster Assistent des Modefotografen Javier Vallhonrat arbeitete. Ab 1993 lebte er hauptsächlich in New York und absolvierte neben seiner Tätigkeit als Fotoassistent Kurse am International Center of Photography.
Eine Erbschaft ermöglichte es ihm, sich neue Lehrmeister zu suchen. 1995 kehrte er nach Deutschland zurück und begann ein Studium an der Staatlichen Hochschule für Gestaltung Karlsruhe in der Klasse von Thomas Struth, dessen Tutor er wurde. 1997/98 studierte er für ein Jahr in der Klasse von Bernd Becher an der Kunstakademie Düsseldorf. Er beendete sein Studium an der Universität der Künste Berlin bei Katharina Sieverding im Jahre 2001 mit der Auszeichnung zum Meisterschüler.
Ab 2001 lebte er abwechselnd in Berlin, Paris und New York, verfolgte seine künstlerischen Projekte und arbeitete als Fotograf für Redaktionen in Europa und den USA wie für Die Zeit, für die Magazine Numeró, Purple Fashion, L'Officiel, Big Magazine, für die Condé Nast Group, und dort speziell für Architectural Digest.
Kunkel starb am 17. August 2009 im Alter von 41 Jahren.

## Werk
Neben seiner Tätigkeit als Werbe- und Modefotograf zu Erwerbszwecken arbeitete Albrecht Kunkel seit den 1990er Jahren an künstlerischen Projekten. Mit 25 Jahren stellte er seine erste Fotoserie aus. Im Zentrum seiner Arbeit standen anfangs Orte, an denen frühe Artefakte der europäisch-christlich/jüdischen Kultur sichtbar sind. Darüber hinaus beschäftigte sich Kunkel mit der Frage, inwieweit fotografische Bilder als Zeugnisse von kultureller Entwicklung Wirkung haben können. Diese Fragestellung wandte Kunkel später auch auf die Gegenwart an, wobei der westlich geprägte Kulturraum (Europa, USA) immer sein Thema blieb.
Ganz im Sinne seiner Lehrer Thomas Struth sowie Bernd und Hilla Becher sah Kunkel die Aufgabe eines zeitgenössischen Künstlers in der möglichst objektiven Dokumentation der Wirklichkeit. Das subjektive Moment seiner Arbeitsweise lag in der Wahl der Motive und der langjährigen Beschäftigung mit immer wiederkehrenden Themen.
In den 1990er Jahren interessierte sich Kunkel vor allem für die Ursprünge der europäischen Kultur und reiste an Orte, an denen sichtbare Zeichen vergangener Epochen erhalten waren, wie z. B. die Höhlen mit prähistorischen Felszeichnungen im französischen Lascaux, die Steinfelder mit Felsritzungen im portugiesischen Côa-Tal oder das Ausgrabungsfeld im türkischen Hisarlık, wo die Reste von Troja verortet werden.
Ab 2001 entwickelte er nach einem Stipendiatsaufenthalt an der von Donald Judd gegründeten Chinati Foundation in Marfa/Texas ein großes Interesse an der US-amerikanischen Konzept- und Minimalkunst der 1960er und 1970er Jahre und begann eine 21-teilige Werkgruppe, die ihn an verschiedene Wohn- und Arbeitsorte von Künstlern wie Robert Smithson, Donald Judd oder Dan Graham führte. Außerdem fotografierte er Orte und Szenen, die als Symbole für die Gegenwartskultur verstanden werden können: die Pavillons der Biennale di Venezia, die Börse an der Wall Street, Autorennen in Monte Carlo, die Filmfestspiele in Cannes oder große Fußballstadien.
Zum photographischen Werk von Albrecht Kunkel zählen zwei Dokumentationen der Arbeit der Berliner Tänzerin Janine Schneider.

## Rezeption
Seine Aufnahme von Tilda Swinton für die Zeit-Serie „Ich habe einen Traum“  wurde 2008 auf der photokina gezeigt.
Rémi Faucheux, Herausgeber des Fotobildbandes Clinic, bezeichnete Kunkels Porträts, die die psychische Transformation von Mädchen bis zur Mutterschaft darstellen, als seine absoluten persönlichen Lieblingsbilder im Buch.
Werke von Albrecht Kunkel befinden sich in den Sammlungen des Zentrums für Kunst und Medien (ZKM), der Fotoabteilung der Berlinischen Galerie, der Villa Schöningen (Deutsch-Deutsches Museum) in Potsdam und in Privatbesitz.
Kunkels Nachlassverwalter lobten 2011 ein zweijähriges Doktorandenstipendium für die Erforschung seines fotografischen Œuvres aus.
Die Kunstwissenschaftlerin und Kuratorin Jana Duda promoviert über Kunkels Nachlass.

## Preise und Stipendien
- 1990:	„Kodak-Blitz 90“, Nachwuchsförderpreis
- 1990:  „Fuji Shooting Star 90“, Nachwuchsförderpreis
- 2000:	DG Bank Kunstpreis Stipendium
- 2001:	GASAG Kunstpreis[3][9]
- 2002:	Stipendium an der Chinati „Donald Judd“ Foundation, Marfa, USA (Artist in Residence Program)
- 2004: Stipendium an der Cité Internationale des Arts Paris

## Ausstellungen

### Einzelausstellungen
- 1993: „Hai und Berge“, Raab Galerie, Berlin[10]
- 1998: "Albrecht Kunkel", Thomas Rehbein, Köln
- 2008:	„Transmission“, Lempertz, Köln und Berlin[11]

postum
- 2016: „Albrecht Kunkel: QUEST. Fotografien 1989-2009“, ZKM Karlsruhe[10]

### Gruppenausstellungen
- 1993:	Raab Galerie, Berlin[12]
- 1994:	White Columns, New York, Vereinigte Staaten
- 1996:	Kulturzentrum Beauvais, Frankreich
- 2001:	Bundeskunsthalle, Bonn (als Repräsentant der UdK Berlin)
- 2002: „t.i.a. / this is america“, Kunst- und Medienzentrum Adlershof[13]
- 2002: The Chinati Foundation, Marfa, Vereinigte Staaten
- 2003:	Kunstverein Uelzen
- 2004: 19. International Festival of Fashion and Photography, Hyères, Frankreich
- 2006: Clinique, Moca - Musée d'art contemporain de Lyon, Frankreich
- 2007: Open Eye Gallery, Liverpool, Vereinigtes Königreich[14]

postum
- 2010: „Energie“, Berlinische Galerie[15][16]
- 2014: „fünfhochzwei“, Kunstwerke aus der Sammlung des ZKM, Zentrum für Kunst und Medien, Karlsruhe[17]

## Ausstellungskataloge
- „Transmission“, Lempertz, 2008